# 肯尼思·亨特
肯尼思·亨特（英語：Kenneth Hunt，1884年2月24日—1949年4月28日），英国男子足球运动员。他曾代表英国参加1908年和1920年夏季奥林匹克运动会足球比赛，其中1908年奥运会获得一枚金牌。